# سیارک ۳۴۸۰
سیارک ۳۴۸۰ (به انگلیسی: 3480 Abante، نامگذاری:1981GB) سه هزار و چهارصد و هشتادمین سیارک کشف شده‌است که در ۱ آوریل ۱۹۸۱ کشف شد.
قدر مطلق سیارک برابر ۱۳٫۱۰ است.